# Dendrobium taurinum
Dendrobium taurinum là một loài thực vật có hoa trong họ Orchidaceae.